# Escuelas Deportivas de Láncara
Escuelas Deportivas de Láncara, más conocido como Muebles Caloto y Barcel Euro Puebla por motivos de patrocinio, fue un equipo de fútbol sala gallego de A Pobra de San Xiao, en el municipio lucense de Láncara, que jugaba sus partidos en el Pazo Provincial dos Deportes de Lugo.
Fundado en 1995, jugó sus dos últimas temporadas en División de Honor, hasta 2006, cuando desapareció.

## Historia
El fútbol sala había sido durante años uno de los deportes más importantes en A Pobra de San Xiao, con varios equipos a nivel regional. En 1995 se fundaron las Escuelas Deportivas de Láncara para participar en la liga local controlada por la federación gallega de fútbol sala. El equipo se proclamó campeón y consiguió el ascenso a la división autonómica de fútbol sala. Después del ascenso se buscó un patrocinador, que fue la casa comercial de venta de muebles de la localidad Muebles Caloto, al mismo tiempo que su propietario, Luís López-Caloto García, pasó a ser el presidente del club. Esa temporada 1995-96 el equipo fue campeón de la Autonómica y consiguió el ascenso a 1ª Nacional B.
En la temporada 1996-97 el equipo acabó en segunda posición y se quedó a un paso del ascenso a 1ª Nacional A, que sí conseguiría en la siguiente temporada después de ser el campeón de la categoría. En la temporada 1998-99 acabó en cuarta posición, en la temporada 1999-00 en tercera y la seguinte en segunda posición. En la temporada 2001-02 consiguió el ascenso a División de Plata.
En la temporada 2003/04 se proclamó campeón de la División de Plata y consiguió el ascenso a la máxima categoría del fútbol sala español, la División de Honor. En esa categoría jugó en las temporadas 2004–05 y 2005–06 bajo el patrocinio de Barcel Euro. En 2006, el club desapareció a causa de las deudas acumuladas, trasladándose a Vigo y fusionándose con el Cometal Celta de Vigo FS.

## Datos del club
- Temporadas en 1ª: 2
- Temporadas en 2ª: 2
- Temporadas en 2ªB: 4
- Temporadas en 3ª: 2

### Historial en liga
| Temporada | Categoría     | Posición |
| --------- | ------------- | -------- |
| 1996/97   | 1ª Nacional B | 2º       |
| 1997/98   | 1ª Nacional B | 1º       |
| 1998/99   | 1ª Nacional A | 4º       |
| 1999/00   | 1ª Nacional A | 4º       |
| 2000/01   | 1ª Nacional A | 2º       |

| Temporada | Categoría     | Posición |
| --------- | ------------- | -------- |
| 2001/02   | 1ª Nacional A | ??       |
| 2002/03   | D. Plata      | 7º       |
| 2003/04   | D. Plata      | 1º       |
| 2004/05   | D. Honor      | 13°      |
| 2005/06   | D. Honor      | 12°      |

## Palmarés
- División de Plata (1): 2003-04
- Subcampeón de la Copa Xunta de Galicia: 2003-04